# Nivens konstant
Nivens konstant, uppkallad efter den kanadensisk-amerikanska matematikern Ivan M. Niven, är en matematisk konstant inom talteori. Den definieras som gränsvärdet av aritmetiska medelvärdet av de maximala exponenterna i primtalsfaktoriseringen av de {\displaystyle n} första naturliga talen.

## Definition
Låt {\displaystyle m>1} vara ett heltal med primtalsfaktoriseringen {\displaystyle m=p_{1}^{a_{1}}p_{2}^{a_{2}}p_{3}^{a_{3}}\cdots p_{k}^{a_{k}}} där {\displaystyle a_{i}>0} och {\displaystyle p_{i}\neq p_{j}} för {\displaystyle i\neq j}. Definiera {\displaystyle H\left(1\right)=1} och {\displaystyle H(m)=\max\{a_{1},...,a_{k}\}} som den största exponenten i primtalsfaktoriseringen av {\displaystyle m} (talföljd A051903 i OEIS). Då definieras Nivens konstant som
{\displaystyle \lim _{n\to \infty }{\frac {1}{n}}\sum _{j=1}^{n}H(j).}

## Egenskaper
Nivens konstant kan skrivas med hjälp av Riemanns zetafunktion {\displaystyle \zeta \left(k\right)}:
{\displaystyle \lim _{n\to \infty }{\frac {1}{n}}\sum _{j=1}^{n}H(j)=1+\sum _{k=2}^{\infty }{\biggl (}1-{\frac {1}{\zeta (k)}}{\biggr )}} {\displaystyle =1{,}70521{\text{ }}11401{\text{ }}05367{\text{ }}76428{\text{ }}85514{\text{ }}53434{\text{ }}50816{\text{ }}07620{\text{ }}27651{\text{ }}65346{\text{ }}...} ((talföljd A033150 i OEIS))